# Pachypodium inopinatum
Pachypodium inopinatum là một loài thực vật có hoa trong họ La bố ma. Loài này được Lavranos mô tả khoa học đầu tiên năm 1996.